# Schwendermarkt

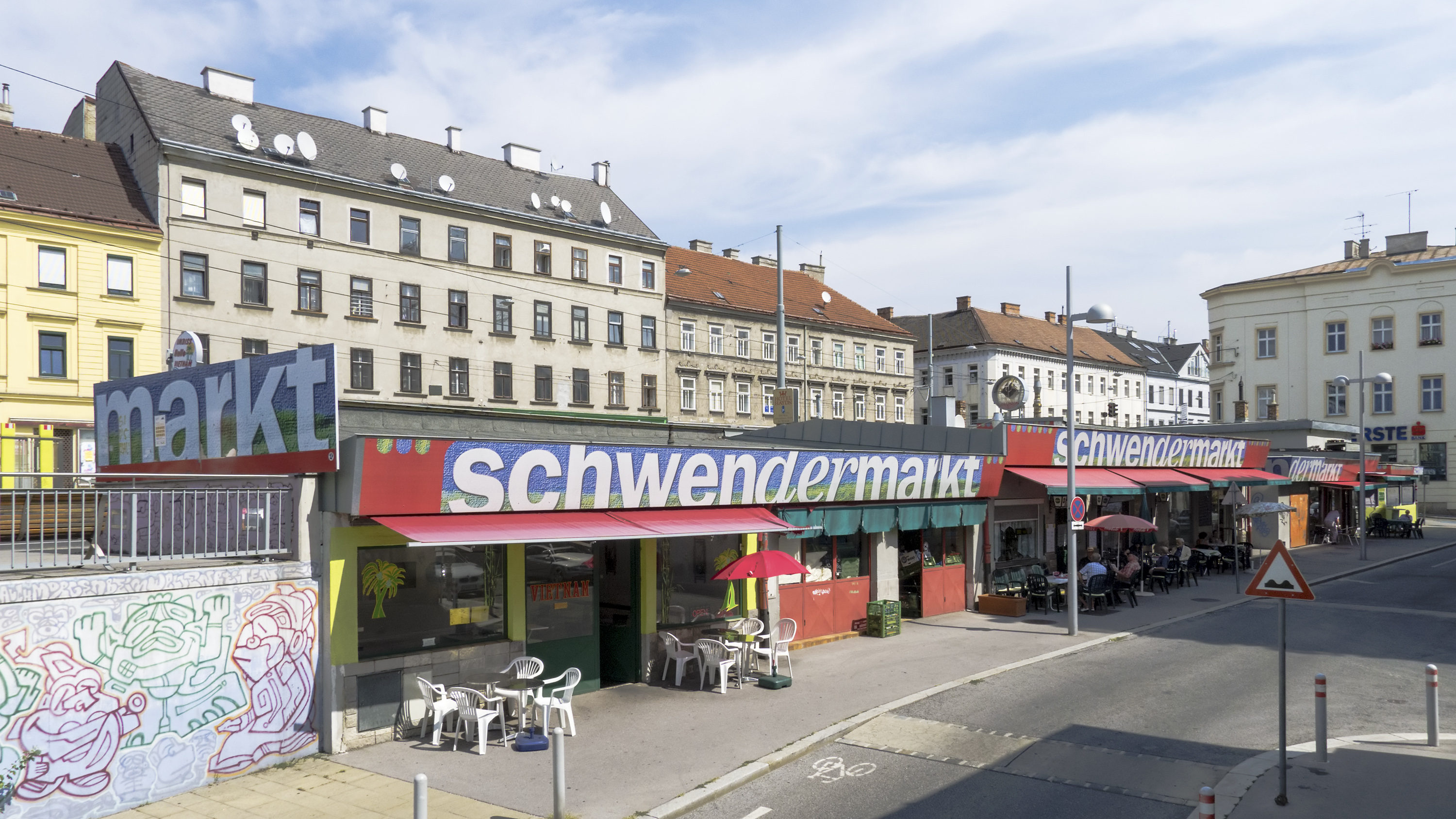
Schwendermarkt

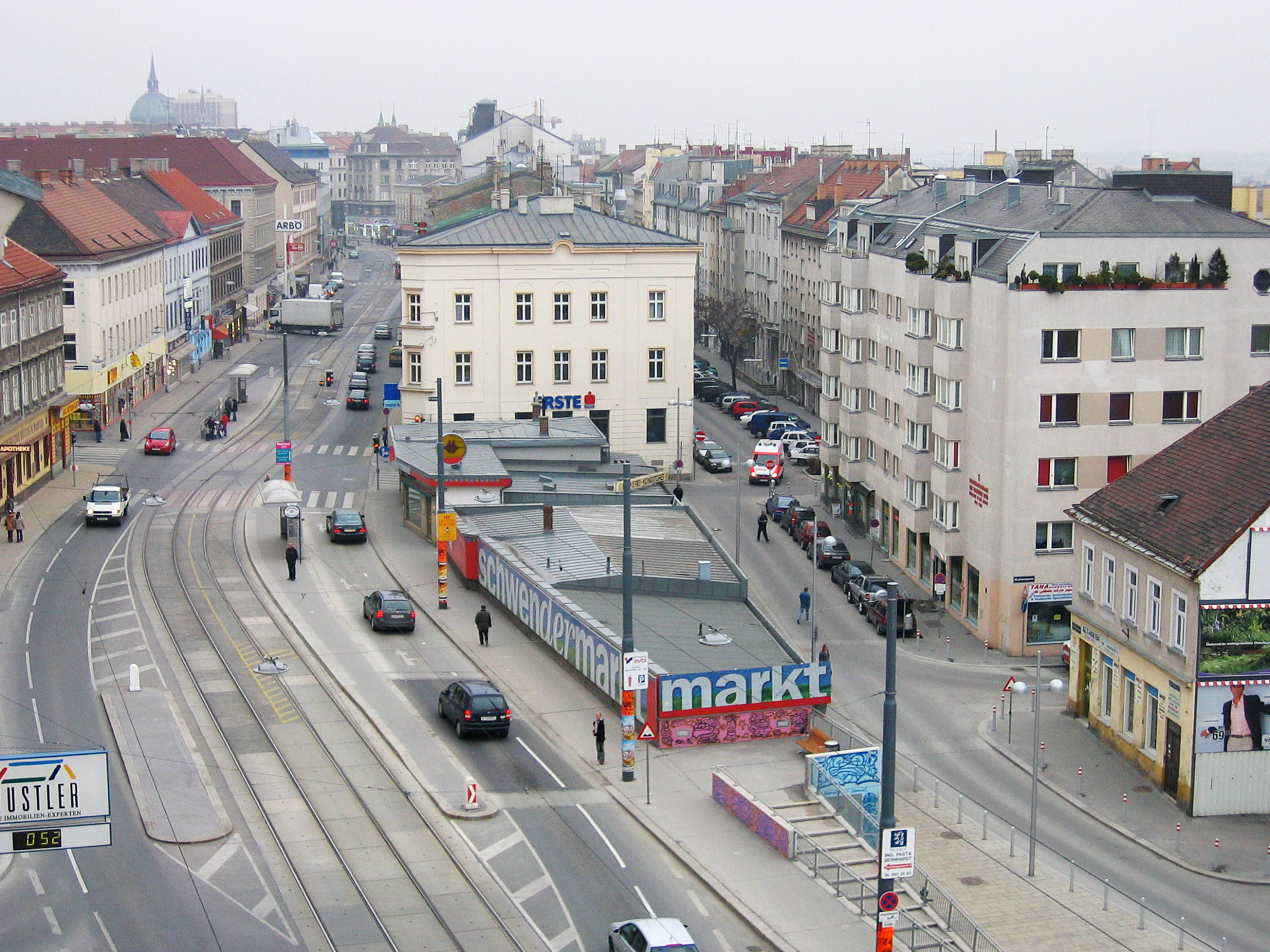
Schwendermarkt und äußere Mariahilfer Straße von oben (2005).

Der Schwendermarkt (früher Rudolfsheimer Markt) ist ein Markt im 15. Wiener Gemeindebezirk, Rudolfsheim-Fünfhaus, der westlich der Dadlergasse zwischen der äußeren Mariahilfer Straße und der Schwendergasse liegt. Er besteht seit dem Jahr 1833 und ist einer der ältesten noch bestehenden Märkte Wiens. Im Jahre 1854 wurde das abschüssige Areal mit Stiegen und Stützmauern versehen. Die unmittelbar beim Markt bestehende Haltestelle der Straßenbahn (derzeit Linien 52 und 60, beide vom Westbahnhof ausgehend) heißt Rustengasse.